# Reichsversammlung in Worms 1193
Die Reichsversammlung in Worms 1193 fand Ende Juni 1193 statt. Hier wurde der Vertrag über die Freilassung des gefangenen englischen Königs Richard I. (Löwenherz) und Kaiser Heinrich VI. ausgehandelt.

## Vorgeschichte

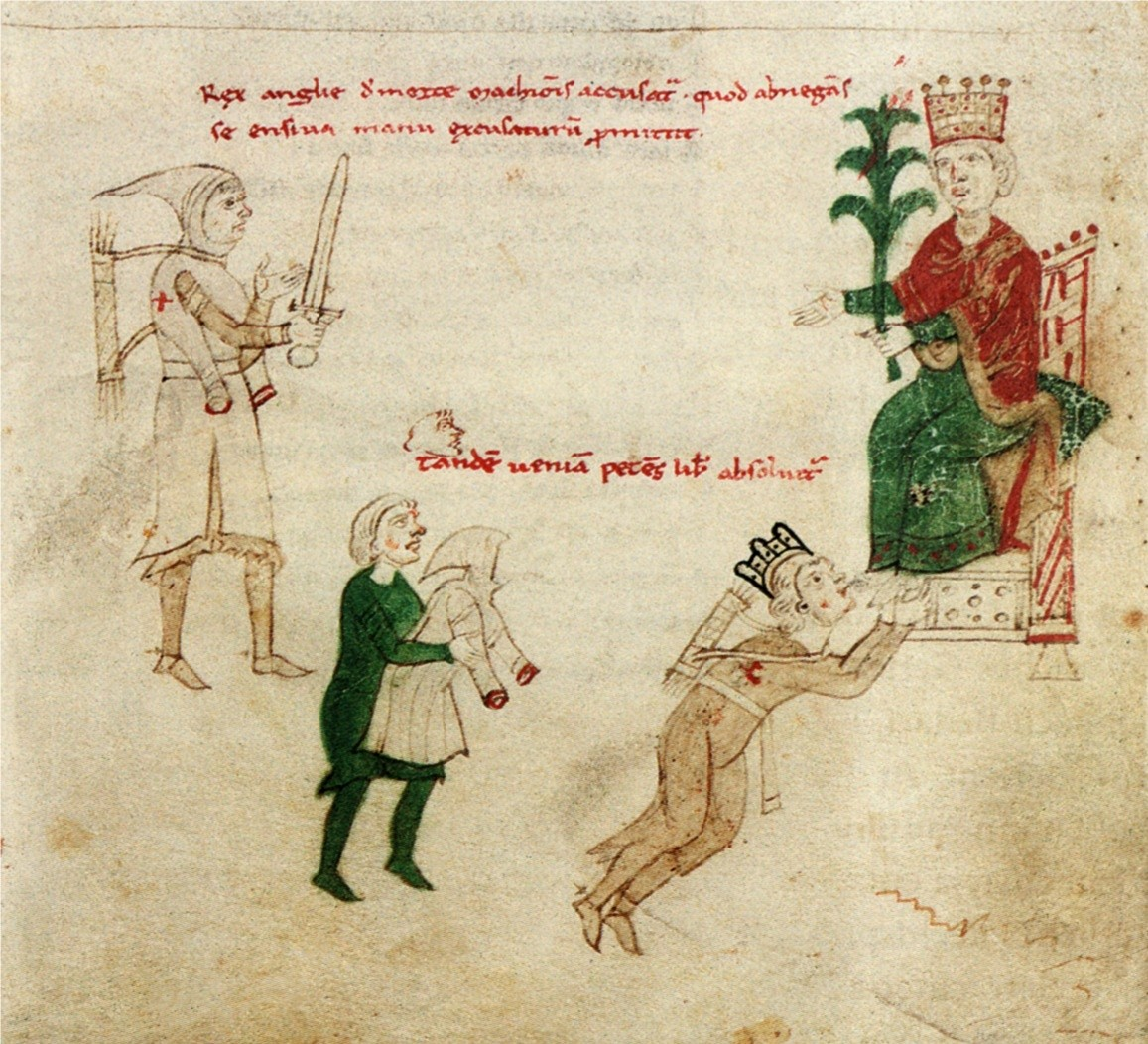
Die inszenierte Versöhnung in Speyer: Richard I. küsst die Füße Heinrichs VI.

König Richard I. wurde auf dem Rückweg vom Dritten Kreuzzug durch Herzog Leopold V. von Österreich kurz vor Weihnachten 1192 gefangen genommen und auf Burg Dürnstein bei Krems an der Donau festgesetzt. Zu Jahresanfang 1193 verhandelten Heinrich VI. und Leopold V. über die Auslieferung des englischen Königs an den Kaiser. Sie einigten sich mit einem Vertrag vom 14. Februar 1193 in Würzburg, der 100.000 Mark Silber als Lösegeld festlegte. Auf einer Reichsversammlung in Speyer im März 1193 verklagte Heinrich VI. den englischen König wegen einer Reihe von Vergehen. Das Verfahren wurde durch eine inszenierte, demonstrative Geste beendet: Am 25. März 1193 warf sich Richard I. vor dem Kaiser zu Boden und bat um Gnade, Heinrich VI. gewährte das, indem er den knienden König an sich zog und ihm den Friedenskuss gab. Der englische König akzeptierte auch das in Würzburg festgelegte Lösegeld. Hintergrund war, dass Richard I. befürchtete, Heinrich VI. könnte von Richards Hauptgegner, König Philipp II. August von Frankreich, ein attraktiveres Angebot erhalten und der Kaiser ihn dafür im Gegenzug an Philipp II. August ausliefern.
Richard I. blieb trotz der Unterwerfung in Speyer aber in Haft, zunächst bis Mitte April auf der Burg Trifels, anschließend befand er sich im Gefolge des Kaisers in der Pfalz Hagenau, während die Verhandlungen über seine Freilassung weiter liefen.
Die Angaben zu der Reichsversammlung Ende Juni 1193 in Worms beruhen zu einem erheblichen Teil auf den Angaben, die Roger von Hoveden in seiner Chronica macht.

## Inhalt
König Richard I. befand sich bereits in Worms, als Kaiser Heinrich IV. dort am 25. Juni 1193 eintraf. Sie verhandelten vier Tage lang über die Modalitäten der Freilassung, woran auch hochrangige Vertreter des Adels und des Klerus auf beiden Seiten beteiligt waren. Als die Details ausgehandelt waren schlossen die Parteien am 29. Juni 1193 einen entsprechenden Vertrag.
In dem Vertrag wurde festgelegt, dass der König dem Kaiser 100.000 Mark Silber nach Kölner Gewicht – das entsprach etwa 23,4 Tonnen Silber – zahlen werde, sowie die Zahlungsmodalitäten. Nach erfolgter Freilassung verpflichtete Richard I. sich, weitere 50.000 Mark Silber zu zahlen, was durch die Stellung englischer Geiseln abgesichert werden sollte. Der Kaiser gewährte König Richard I. nach der Freilassung freies Geleit im Reich bis zu seiner Ausreise.

## Teilnehmer
Die Teilnehmer der Reichsversammlung in Worms sind nur insoweit bekannt, als sie in Urkunden oder als Zeugen von Urkunden genannt werden, die in diesen Tagen und bei dieser Gelegenheit ebenfalls in Worms ausgestellt wurden:
- Erzbischof Johann I. von Trier[14][15]
- Bischof Otto II. von Freising[14][16][15]
- Bischof Udalschalk von Augsburg[14][15]
- Bischof Diethelm von Konstanz[14][15]
- Bischof Heinrich von Worms[16][14][15]
- Abt Konrad von Maria Laach[14][15]
- Abt Goswin von Altenberg[14][15]
- Propst Konrad von Goslar[14][16][15]
- Propst Adolf des Kölner Domkapitels[14][15]
- Propst Bruno des Stifts St. Maria ad Gradus in Köln[14][15]
- Propst Dietrich von St. Aposteln in Köln[14][15]
- Dompropst Lupold von Worms[16]
- Propst Markwart des Stifts St. Paulus in Worms[16]
- Pfalzgraf Konrad bei Rhein[14][15]
- Pfalzgraf Rudolf I. von Tübingen[16]
- Landgraf Hermann I. von Thüringen[14][15]
- Markgraf Albrecht I. von Meißen[14][15]
- Markgraf Konrad von Landsberg[14][15]
- Herzog Heinrich von Löwen[14][16][15]
- Herzog Heinrich III. von Limburg[14][16][15] sowie seine Söhne
  - Heinrich (IV.) von Limburg[14][16][15] und
  - Walram (IV.) von Limburg[14][16][15]
- Graf Adolf III. von Schaumburg[14][15]
- Graf Albrecht III. von Wernigerode[14][16][15]
- Graf Günther II. von Kevernburg[14][15] sowie dessen Sohn
  - Günther III. von Kevernburg[14][15]
- Burggraf Gebhard IV. von Magdeburg[14][16][15]
- Graf Emich III. (Leiningen) von Leiningen[14][16][15]
- Burggraf Friedrich I. von Nürnberg[14][16][15]
- Graf Gottfried II. von Vaihingen[14][15]
- Graf Poppo von Wertheim[14][15]
- Graf Heinrich II. von Sayn[14][15]
- Graf Wilhelm II. von Grafschaft Jülich[14][15]
- Graf Friedrich III. von Vianden[14][15]
- Graf Heinrich IV. von Kessel[14][15]
- Graf Gerhard II. von Loon[14][15]
- Graf Simon I. von Tecklenburg[14][15]
- Graf Heinrich von Sponheim[14][15] sowie dessen Brüder
  - Albrecht von Sponheim[14][15] und
  - Ludwig von Sponheim[14][15]
- Heinrich von Freusburg[14][15]
- Walter von Wassenberg[14][15]
- Berthold von Wassenberg[14][15]
- Gerhard von Wassenberg[14][15]
- Gerhard von Grimbergen[14][15]
- Gerhard von Diest[14][15]
- Rutger von Merheim[14][15]
- Wilhelm von Hemersbach[14][15]
- Burggraf Heinrich von Köln[14][15]
- Vogt Hermann von Köln[14][15]
- Kämmerer Hermann[14][15]
- Wilhelm Solidus[14][15]
- Lambert von Königswinter[14][15]
- Antonius von Blens[14][15]
- Volwin Stempel[14][15]

## Folgen
Die Bereitstellung des Lösegeldes, das den dreifachen Jahreseinnahmen der englischen Krone entsprach, war eine immense Herausforderung an die Finanzen des Herrschaftsgebiets von König Richard I. Eine Vermögenssteuer von 25 % wurde eingeführt, die auch den Klerus betraf, und königlicher Besitz wurde verkauft. Es dauerte einige Zeit, bis ausreichend Mittel für das Lösegeld bereitstanden. Nachdem König Philipp II. August von Frankreich Kaiser Heinrich VI. nochmals 150.000 Mark für die Auslieferung Richard I. bot, ließ der Kaiser auf einer Reichsversammlung am 2. Februar 1194 darüber in Mainz beraten. Die Anwesenden befürworteten aber, die mit Richard I. vereinbarte Freilassung durchzuführen. Er leistete zusätzlich noch die Lehenshuldigung für seine gesamten Herrschaftsgebiete gegenüber Heinrich IV. Die 100.000 Mark Silber waren bezahlt und für weitere 50.000 Mark Geiseln gestellt worden. Am 4. Februar 1194 wurde Richard aus der Haft entlassen. Und von seiner Mutter Eleonore von Aquitanien, die extra angereist war, abgeholt.